# 蒋月泉
蒋月泉（1917年12月4日—2001年8月29日），中国评弹表演艺术家，蒋调流派唱腔创始人。

## 生平
先后拜张云亭、周玉泉为师。1951年成为上海市人民评弹工作团的一员，曾于1953年参加赴朝慰问团。曾任中国第二、三届曲协副主席。2001年8月29日在上海华东医院逝世。